# Перелом зубовидного отростка
Перелом зубовидного отростка — перелом зубовидного отростка II шейного позвонка. Может возникать при дорожно-транспортных происшествиях, либо при падении.

## Механизм возникновения
Точный механизм переломов зубовидного отростка остаётся невыясненным. По всей видимости он включает в себя элементы сгибания, разгибания и ротации.

## Классификация
Общепризнанной является классификация предложенная L. D. Anderson и R. T. D`Alonzo в 1974 году. Она предполагает выделение трёх типов переломов зубовидного отростка.
- Тип I характеризуется наличием линии перелома на верхушке зуба. Встречается редко, в около 5 % случаев всех переломов данного анатомического образования[2].
- При типе II (более 60 %) линия перелома расположена на границе зубовидного отростка и тела позвонка[2].
- Тип III (около 30 %) предполагает отрыв зубовидного отростка вместе с частью тела эпистрофея[2].

Также достаточно информативной является классификация по А. А. Луцику, Н. К. Раткину и Н. М. Никитину 1998 года:

1. Переломы через основание зуба:

а) без смещения;

б) со смещением:

— кпереди;

— кзади;

— под углом

2. Переломы шейки зубовидного отростка:

а) без смещения;

б) со смещением:

— кпереди;

— кзади;

— кнаружи;

— под углом;

— с диастазом

3. Переломы верхушки зубовидного отростка

4. Переломы через рудиментарный диск — остеоэпифизеолизы.

## Клиническая симптоматика
Большинство пострадавших предъявляют жалобы на боль в шее и невозможность движений головы. Характерно ощущение обособленности головы от позвоночника. Многие придерживают голову во время ходьбы руками, чтобы исключить непроизвольные движения. Клинические симптомы могут варьировать от квадриплегии и вовлечения в процесс дыхательных центров продолговатого мозга до незначительных чувствительных и двигательных расстройств. Особенностью переломов зубовидного отростка является возникновение в ряде случаев указанных симптомов в поздние сроки после травмы.

## Диагностика
Диагностика заболевания включает наличие клинической симптоматики, данных пальпации, рентгенографии в 2-х проекциях (боковой и прямой через открытый рот) и компьютерной томографии. На снимках могут определяться линия перелома, наличие смещения, а также увеличение тени превертебральной ткани на уровне переднего бугорка атланта.

## Лечение
Лечение может быть либо консервативным, либо оперативным. Переломы типа I требуют иммобилизации с помощью шейного воротника в течение 6-8 недель. При переломах типа II могут применяться шейные ортезы Halo, либо проведение винтов, которые обеспечивают фиксацию отломка. Показано, что наиболее эффективными в контексте стабилизации отломков являются ранние операции. Затягивание проведения операции приводит к значительному уменьшению её эффективности, то есть формирования спондилодеза.